# Finlandia na Letnich Igrzyskach Olimpijskich 2012
Finlandię na Letnich Igrzyskach Olimpijskich 2012 reprezentowało 56 zawodników: 29 mężczyzn i 27 kobiet. Był to 24 start reprezentacji Finlandii na letnich igrzyskach olimpijskich.

## Zdobyte medale
| Medal  | Zawodnik                                     | Dyscyplina    | Konkurencja                   | Rezultat                                               |
| ------ | -------------------------------------------- | ------------- | ----------------------------- | ------------------------------------------------------ |
| Srebro | Tuuli Petäjä                                 | Żeglarstwo    | Windsurfing klasa RS:X kobiet | 46 pkt                                                 |
| Brąz   | Antti Ruuskanen                              | Lekkoatletyka | rzut oszczepem mężczyzn       | 84,12 m                                                |
| Brąz   | Silja Lehtinen, Silja Kanerva, Mikaela Wulff | Żeglarstwo    | klasa Elliott 6 m kobiet      | w wyścigu o brązowy medal pokonały rosyjską załogę 3:1 |

## Skład kadry

### Badminton
Mężczyźni
| Zawodnik   | Konkurencja    | Faza grupowa      | Faza grupowa      | Faza grupowa      | Faza grupowa | Eliminacje        | Ćwierćfinał       | Półfinał          | Finał             | Finał   |
| Zawodnik   | Konkurencja    | Przeciwnik Punkty | Przeciwnik Punkty | Przeciwnik Punkty | Miejsce      | Przeciwnik Punkty | Przeciwnik Punkty | Przeciwnik Punkty | Przeciwnik Punkty | Miejsce |
| ---------- | -------------- | ----------------- | ----------------- | ----------------- | ------------ | ----------------- | ----------------- | ----------------- | ----------------- | ------- |
| Ville Lång | gra pojedyncza | Lee Chong Wei 1-2 |                   |                   | 2.           | → Nie awansował   | → Nie awansował   | → Nie awansował   | → Nie awansował   | 17.     |

Kobiety
| Zawodniczka  | Konkurencja    | Faza grupowa         | Faza grupowa         | Faza grupowa         | Faza grupowa | Eliminacje           | Ćwierćfinał          | Półfinał             | Finał                | Finał   |
| Zawodniczka  | Konkurencja    | Przeciwniczka Punkty | Przeciwniczka Punkty | Przeciwniczka Punkty | Miejsce      | Przeciwniczka Punkty | Przeciwniczka Punkty | Przeciwniczka Punkty | Przeciwniczka Punkty | Miejsce |
| ------------ | -------------- | -------------------- | -------------------- | -------------------- | ------------ | -------------------- | -------------------- | -------------------- | -------------------- | ------- |
| Anu Nieminen | gra pojedyncza | Victoria Montero 2-0 | Tai Tzu-ying 0-2     |                      | 2.           | → Nie awansowała     | → Nie awansowała     | → Nie awansowała     | → Nie awansowała     | 17.     |

### Gimnastyka
Kobiety
| Zawodniczka    | Wynik                  | Wynik                  | Wynik           | Wynik           | Wynik                  | Wynik                  | Wynik                   | Wynik                   | Wynik  | Wynik   | Wynik              | Wynik              |
| Zawodniczka    | Wielobój indywidualnie | Wielobój indywidualnie | Ćwiczenia wolne | Ćwiczenia wolne | Ćwiczenia na poręczach | Ćwiczenia na poręczach | Ćwiczenia na równoważni | Ćwiczenia na równoważni | Skoki  | Skoki   | Wielobój drużynowy | Wielobój drużynowy |
| Zawodniczka    | Wynik                  | Pozycja                | Wynik           | Pozycja         | Wynik                  | Pozycja                | Wynik                   | Pozycja                 | Wynik  | Pozycja | Wynik              | Pozycja            |
| -------------- | ---------------------- | ---------------------- | --------------- | --------------- | ---------------------- | ---------------------- | ----------------------- | ----------------------- | ------ | ------- | ------------------ | ------------------ |
| Annika Urvikko | 48,815                 | 55.                    | 12,266          | 73.             | 12,416                 | 65.                    | 10,933                  | 80.                     | 13,200 | 68.     |                    |                    |

### Judo
Mężczyźni
| Zawodnik         | Konkurencja | 1/32             | 1/16                        | 1/8                         | Ćwierćfinał      | Półfinał         | Pierwsza runda repasaży | Półfinał repasaży | Finał            | Finał   |
| Zawodnik         | Konkurencja | Przeciwnik Wynik | Przeciwnik Wynik            | Przeciwnik Wynik            | Przeciwnik Wynik | Przeciwnik Wynik | Przeciwnik Wynik        | Przeciwnik Wynik  | Przeciwnik Wynik | Pozycja |
| ---------------- | ----------- | ---------------- | --------------------------- | --------------------------- | ---------------- | ---------------- | ----------------------- | ----------------- | ---------------- | ------- |
| Valtteri Jokinen | −60 kg      |                  | Yassine Moudatir 0100 -0000 | Choi Gwang-hyeon 0000- 0010 | → Nie awansował  | → Nie awansował  | → Nie awansował         | → Nie awansował   | → Nie awansował  | 9.      |

Kobiety
| Zawodniczka    | Konkurencja | 1/16                         | 1/8                              | Ćwierćfinał         | Półfinał            | Pierwsza runda repasaży | Półfinał repasaży   | Finał               | Finał   |
| Zawodniczka    | Konkurencja | Przeciwniczka Wynik          | Przeciwniczka Wynik              | Przeciwniczka Wynik | Przeciwniczka Wynik | Przeciwniczka Wynik     | Przeciwniczka Wynik | Przeciwniczka Wynik | Pozycja |
| -------------- | ----------- | ---------------------------- | -------------------------------- | ------------------- | ------------------- | ----------------------- | ------------------- | ------------------- | ------- |
| Jaana Sundberg | – 52 kg     | Mallinda Kelmendi 0001- 0110 | → Nie awansowała                 | → Nie awansowała    | → Nie awansowała    | → Nie awansowała        | → Nie awansowała    | → Nie awansowała    | 17.     |
| Johanna Ylinen | – 63 kg     |                              | Munchdzaja Cedewsuren 0000- 1000 | → Nie awansowała    | → Nie awansowała    | → Nie awansowała        | → Nie awansowała    | → Nie awansowała    | 9.      |

### Jeździectwo
| Zawodnik      | Konkurencja              | Grand Prix | Grand Prix | Grand Prix Special | Grand Prix Special | Finał            | Finał |
| Zawodnik      | Konkurencja              | Wynik      | Poz.       | Wynik              | Poz.               | Wynik            | Poz.  |
| ------------- | ------------------------ | ---------- | ---------- | ------------------ | ------------------ | ---------------- | ----- |
| Emma Kanerva  | Ujeżdżenie indywidualnie | 70,395     | 29.        | 71,889             | 22.                | → Nie awansowała | 22.   |
| Mikaela Lindh | Ujeżdżenie indywidualnie | 70,729     | 26.        | 69,016             | 30.                | → Nie awansowała | 30.   |

### Kajakarstwo
Kobiety
| Zawodniczka    | Konkurencja | Eliminacje | Eliminacje | Półfinały | Półfinały | Finał    | Finał   | Pozycja |
| Zawodniczka    | Konkurencja | Czas       | Pozycja    | Czas      | Pozycja   | Czas     | Pozycja | Pozycja |
| -------------- | ----------- | ---------- | ---------- | --------- | --------- | -------- | ------- | ------- |
| Jenni Mikkonen | K-1 200m    | 42,656     | 3.         | 41,859    | 4.        | 44,643   | 1. (B)  | 9.      |
| Anne Rikala    | K-1 500m    | 1:52,641   | 1.         | 1:51,193  | 3.        | 1:54,333 | 8. (A)  | 8.      |

### Kolarstwo

#### Kolarstwo szosowe
| Zawodnik        | Konkurencja                    | Czas     | Pozycja |
| --------------- | ------------------------------ | -------- | ------- |
| Jussi Veikkanen | wyścig ze startu wspólnego (m) | 5:46:37  | 65.     |
| Pia Sundstedt   | wyścig ze startu wspólnego (k) | 3:35:56  | 20.     |
| Pia Sundstedt   | jazda indywidualna na czas (k) | 40:01,69 | 11.     |

### Lekkoatletyka
Mężczyźni
Konkurencje biegowe
| Zawodnik         | Konkurencja           | Eliminacje | Eliminacje | Ćwierćfinał | Ćwierćfinał | Półfinał        | Półfinał        | Finał              | Finał              |
| Zawodnik         | Konkurencja           | Wynik      | Miejsce    | Wynik       | Miejsce     | Wynik           | Miejsce         | Wynik              | Miejsce            |
| ---------------- | --------------------- | ---------- | ---------- | ----------- | ----------- | --------------- | --------------- | ------------------ | ------------------ |
| Jussi Utriainen  | maraton               |            |            |             |             |                 |                 | 2:26:25            | 69.                |
| Jukka Keskisalo  | 3000 m z przeszkodami | 8:29,13    | 4.         |             |             |                 |                 | Nie ukończył biegu | Nie ukończył biegu |
| Jonathan Åstrand | 200 m                 | 20,73      | 5.         |             |             | → Nie awansował | → Nie awansował | → Nie awansował    | → Nie awansował    |
| Niclas Sandells  | 1500 m                | 3:42,67    | 11.        |             |             | → Nie awansował | → Nie awansował | → Nie awansował    | → Nie awansował    |
| Jarkko Kinnunen  | chód 50 km            |            |            |             |             |                 |                 | 3:46:25            | 15.                |
| Antti Kempas     | chód 50 km            |            |            |             |             |                 |                 | 4:01:50            | 41.                |

Konkurencje techniczne
| Zawodnik        | Konkurencja    | Kwalifikacje | Kwalifikacje | Finał           | Finał           |
| Zawodnik        | Konkurencja    | Wynik        | Miejsce      | Wynik           | Miejsce         |
| --------------- | -------------- | ------------ | ------------ | --------------- | --------------- |
| Tero Pitkämäki  | rzut oszczepem | 83,01        | 3.           | 82,80           | 5.              |
| Ari Mannio      | rzut oszczepem | 81,99        | 8.           | 78,60           | 11.             |
| Antti Ruuskanen | rzut oszczepem | 81,74        | 11.          | 84,12           | brąz            |
| Osku Torro      | skok wzwyż     | 2,21         | 16.          | → Nie awansował | → Nie awansował |
| David Söderberg | rzut młotem    | 71,16        | 26.          | → Nie awansował | → Nie awansował |
| Jere Bergius    | skok o tyczce  | NM           | —            | → Nie awansował | → Nie awansował |

Kobiety
Konkurencje biegowe
| Zawodnik         | Konkurencja           | Eliminacje | Eliminacje | Ćwierćfinał | Ćwierćfinał | Półfinał | Półfinał | Finał            | Finał            |
| Zawodnik         | Konkurencja           | Wynik      | Miejsce    | Wynik       | Miejsce     | Wynik    | Miejsce  | Wynik            | Miejsce          |
| ---------------- | --------------------- | ---------- | ---------- | ----------- | ----------- | -------- | -------- | ---------------- | ---------------- |
| Leena Puotiniemi | maraton               |            |            |             |             |          |          | 2:41:01          | 87.              |
| Sandra Eriksson  | 3000 m z przeszkodami | 9:50,71    | 8.         |             |             |          |          | → Nie awansowała | → Nie awansowała |
| Anne Halkivaha   | chód 20 km            |            |            |             |             |          |          | 1:38:49          | 54.              |

Konkurencje techniczne
| Zawodniczka     | Konkurencja    | Kwalifikacje | Kwalifikacje | Finał            | Finał            |
| Zawodniczka     | Konkurencja    | Wynik        | Miejsce      | Wynik            | Miejsce          |
| --------------- | -------------- | ------------ | ------------ | ---------------- | ---------------- |
| Sanni Utriainen | rzut oszczepem | NM           | —            | → Nie awansowała | → Nie awansowała |
| Minna Nikkanen  | skok o tyczce  | 4,25         | 26.          | → Nie awansowała | → Nie awansowała |

### Pływanie
Mężczyźni
| Zawodnik            | Konkurencja     | Eliminacje | Eliminacje | Półfinał        | Półfinał        | Finał           | Finał           |
| Zawodnik            | Konkurencja     | Czas       | Miejsce    | Czas            | Miejsce         | Czas            | Miejsce         |
| ------------------- | --------------- | ---------- | ---------- | --------------- | --------------- | --------------- | --------------- |
| Ari-Pekka Liukkonen | 50m dowolnym    | 22,57      | 25.        | → Nie awansował | → Nie awansował | → Nie awansował | → Nie awansował |
| Matias Koski        | 200m dowolnym   | 1:49,84    | 31.        | → Nie awansował | → Nie awansował | → Nie awansował | → Nie awansował |
| Matias Koski        | 400m dowolnym   | 3:54,96    | 22.        |                 |                 | → Nie awansował | → Nie awansował |
| Matias Koski        | 1500m dowolnym  | 15:34,80   | 27.        |                 |                 | → Nie awansował | → Nie awansował |
| Matti Mattsson      | 200m klasycznym | 2:11,81    | 17.        | → Nie awansował | → Nie awansował | → Nie awansował | → Nie awansował |

Kobiety
| Zawodniczka         | Konkurencja     | Eliminacje | Eliminacje | Półfinał         | Półfinał         | Finał            | Finał            |
| Zawodniczka         | Konkurencja     | Czas       | Miejsce    | Czas             | Miejsce          | Czas             | Miejsce          |
| ------------------- | --------------- | ---------- | ---------- | ---------------- | ---------------- | ---------------- | ---------------- |
| Hanna-Maria Seppälä | 50m dowolnym    | 25,55      | 26.        | → Nie awansowała | → Nie awansowała | → Nie awansowała | → Nie awansowała |
| Hanna-Maria Seppälä | 100m dowolnym   | 54,93      | 18.        | → Nie awansowała | → Nie awansowała | → Nie awansowała | → Nie awansowała |
| Hanna-Maria Seppälä | 200m dowolnym   | 2:04,21    | 32.        | → Nie awansowała | → Nie awansowała | → Nie awansowała | → Nie awansowała |
| Jenna Laukkanen     | 100m klasycznym | 1:09,92    | 34.        | → Nie awansowała | → Nie awansowała | → Nie awansowała | → Nie awansowała |
| Jenna Laukkanen     | 200m klasycznym | 2:31,23    | 32.        | → Nie awansowała | → Nie awansowała | → Nie awansowała | → Nie awansowała |
| Emilia Pikkarainen  | 100m motylkowym | 59,55      | 29.        | → Nie awansowała | → Nie awansowała | → Nie awansowała | → Nie awansowała |
| Emilia Pikkarainen  | 200m motylkowym | 2:13,81    | 27.        | → Nie awansowała | → Nie awansowała | → Nie awansowała | → Nie awansowała |
| Emilia Pikkarainen  | 200m zmiennym   | 2:17,66    | 33.        | → Nie awansowała | → Nie awansowała | → Nie awansowała | → Nie awansowała |
| Noora Laukkanen     | 400m zmiennym   | 4:53,54    | 33.        |                  |                  | → Nie awansowała | → Nie awansowała |

### Podnoszenie ciężarów
Mężczyźni
| Zawodnik          | Konkurencja | Rwanie | Rwanie  | Podrzut | Podrzut | Razem  | Pozycja |
| Zawodnik          | Konkurencja | Wynik  | Pozycja | Wynik   | Pozycja | Razem  | Pozycja |
| ----------------- | ----------- | ------ | ------- | ------- | ------- | ------ | ------- |
| Miika Antti-Roiko | −94 kg      | 140 kg |         | 180 kg  |         | 320 kg | 19.     |

### Strzelectwo
Mężczyźni
| Zawodnik     | Konkurencja | Kwalifikacje | Kwalifikacje | Finał           | Finał           |
| Zawodnik     | Konkurencja | Wynik        | Pozycja      | Wynik           | Pozycja         |
| ------------ | ----------- | ------------ | ------------ | --------------- | --------------- |
| Kai Jahnsson | ppn 60      | 583          | 7.           | 679,1           | 8.              |
| Kai Jahnsson | pdw 60      | 552          | 26.          | → Nie awansował | → Nie awansował |

Kobiety
| Zawodnik            | Konkurencja | Kwalifikacje | Kwalifikacje | Finał            | Finał            |
| Zawodnik            | Konkurencja | Wynik        | Pozycja      | Wynik            | Pozycja          |
| ------------------- | ----------- | ------------ | ------------ | ---------------- | ---------------- |
| Mira Nevansuu       | ppn 60      | 377          | 32.          | → Nie awansowała | → Nie awansowała |
| Marjo Yli-Kiikka    | kpn 40      | 395          | 16.          | → Nie awansowała | → Nie awansowała |
| Marjo Yli-Kiikka    | Ksp 3x20    | 578          | 23.          | → Nie awansowała | → Nie awansowała |
| Satu Mäkelä-Nummela | trap        | 70           | 7.           | → Nie awansowała | → Nie awansowała |

### Taekwondo
Kobiety
| Zawodnik      | Konkurencja | 1/8                 | Ćwierćfinał      | Półfinał         | Repesaż 1        | Repesaż 2           | Finał            | Finał   |
| Zawodnik      | Konkurencja | Przeciwnik Wynik    | Przeciwnik Wynik | Przeciwnik Wynik | Przeciwnik Wynik | Przeciwnik Wynik    | Przeciwnik Wynik | Pozycja |
| ------------- | ----------- | ------------------- | ---------------- | ---------------- | ---------------- | ------------------- | ---------------- | ------- |
| Suvi Mikkonen | −57 kg      | Bineta Diedhiou 9-6 | Hou Yuzhuo 2-7   |                  | Diana López 9-4  | Tseng Li-cheng 2-14 | → Nie awansowała | 5.      |

### Tenis ziemny
Mężczyźni
| Zawodnik        | Konkurencja | 1/32                      | 1/16                 | 1/8              | Ćwierćfinały     | Półfinały        | Finał            | Finał         |
| Zawodnik        | Konkurencja | Przeciwnik Wynik          | Przeciwnik Wynik     | Przeciwnik Wynik | Przeciwnik Wynik | Przeciwnik Wynik | Przeciwnik Wynik | Pozycja       |
| --------------- | ----------- | ------------------------- | -------------------- | ---------------- | ---------------- | ---------------- | ---------------- | ------------- |
| Jarkko Nieminen | singel      | Somdev Devvarman 6:3, 6:1 | Andy Murray 2:6, 4:6 | → Nie awansował  | → Nie awansował  | → Nie awansował  | → Nie awansował  | Miejsca 17-32 |

### Zapasy
Mężczyźni – styl klasyczny
| Zawodnik          | Konkurencja | Kwalifikacje     | 1/8                  | Ćwierćfinał      | Półfinał         | Repesaż 1        | Repesaż 2        | Finał            | Finał   |
| Zawodnik          | Konkurencja | Przeciwnik Wynik | Przeciwnik Wynik     | Przeciwnik Wynik | Przeciwnik Wynik | Przeciwnik Wynik | Przeciwnik Wynik | Przeciwnik Wynik | Pozycja |
| ----------------- | ----------- | ---------------- | -------------------- | ---------------- | ---------------- | ---------------- | ---------------- | ---------------- | ------- |
| Jarkko Ala-Huikku | −60 kg      |                  | Tarik Belmadani 0-3  | → Nie awansował  | → Nie awansował  | → Nie awansował  | → Nie awansował  | → Nie awansował  | 16.     |
| Rami Hietaniemi   | −84 kg      |                  | Mélonin Noumonvi 0-3 | → Nie awansował  | → Nie awansował  | → Nie awansował  | → Nie awansował  | → Nie awansował  | 15.     |

### Żeglarstwo
Kobiety
| Zawodnik     | Konkurencja  | Wyścig | Wyścig | Wyścig | Wyścig | Wyścig | Wyścig | Wyścig | Wyścig | Wyścig | Wyścig | Wyścig | Punkty | Finałowa pozycja |
| Zawodnik     | Konkurencja  | 1      | 2      | 3      | 4      | 5      | 6      | 7      | 8      | 9      | 10     | M*     | Punkty | Finałowa pozycja |
| ------------ | ------------ | ------ | ------ | ------ | ------ | ------ | ------ | ------ | ------ | ------ | ------ | ------ | ------ | ---------------- |
| Tuuli Petäjä | RS:X         | 8      | 7      | 3      | 4      | 4      | 4      | 8      | 2      | 5      | 1      | 8      | 46     | srebro           |
| Sari Multala | Laser Radial | 4      | 6      | 15     | 4      | 19     | 21     | 3      | 2      | 16     | 5      | 20     | 94     | 7.               |

Elliott 6m
| Zawodniczki                                | Konkurencja | Round Robin | Round Robin | Round Robin | Round Robin     | Round Robin | Round Robin   | Round Robin | Round Robin | Round Robin | Round Robin | Round Robin       | Miejsce | Faza pucharowa          | Faza pucharowa  | Faza pucharowa | Miejsce |
| Zawodniczki                                | Konkurencja | Australia   | Dania       | Francja     | Wielka Brytania | Holandia    | Nowa Zelandia | Portugalia  | Rosja       | Hiszpania   | Szwecja     | Stany Zjednoczone | Miejsce | Ćwierćfinał             | Półfinał        | Finał          | Miejsce |
| ------------------------------------------ | ----------- | ----------- | ----------- | ----------- | --------------- | ----------- | ------------- | ----------- | ----------- | ----------- | ----------- | ----------------- | ------- | ----------------------- | --------------- | -------------- | ------- |
| Silja Lehtinen Silja Kanerva Mikaela Wulff | Elliott 6m  | 0-1         | 1-0         | 1-0         | 0-1             | 0-1         | 1-0           | 1-0         | 0-1         | 1-0         | 1-0         | 0-1               | 6.      | Stany Zjednoczone · 3-1 | Australia · 1-2 | Rosja · 3-1    | brąz    |

Mężczyźni
| Zawodnik                        | Konkurencja | Wyścig | Wyścig | Wyścig | Wyścig | Wyścig | Wyścig | Wyścig | Wyścig | Wyścig | Wyścig | Wyścig | Punkty | Finałowa pozycja |
| Zawodnik                        | Konkurencja | 1      | 2      | 3      | 4      | 5      | 6      | 7      | 8      | 9      | 10     | M*     | Punkty | Finałowa pozycja |
| ------------------------------- | ----------- | ------ | ------ | ------ | ------ | ------ | ------ | ------ | ------ | ------ | ------ | ------ | ------ | ---------------- |
| Mattias Lindfors                | Laser       | 25     | 28     | 23     | 30     | 36     | 22     | 20     | 42     | 39     | 40     |        | 263    | 33.              |
| Tapio Nirkko                    | Finn        | 11     | 13     | 8      | 5      | 3      | 12     | 4      | 5      | 15     | 17     | 16     | 92     | 10.              |
| Joonas Lindgren Niklas Lindgren | 470         | 22     | 19     | 22     | 17     | 12     | 15     | 26     | 21     | 21     | 18     |        | 167    | 21.              |

Open
| Zawodnik                  | Konkurencja | Wyścig | Wyścig | Wyścig | Wyścig | Wyścig | Wyścig | Wyścig | Wyścig | Wyścig | Wyścig | Wyścig | Wyścig | Wyścig | Wyścig | Wyścig | Wyścig | Punkty | Finałowa pozycja |
| Zawodnik                  | Konkurencja | 1      | 2      | 3      | 4      | 5      | 6      | 7      | 8      | 9      | 10     | 11     | 12     | 13     | 14     | 15     | M*     | Punkty | Finałowa pozycja |
| ------------------------- | ----------- | ------ | ------ | ------ | ------ | ------ | ------ | ------ | ------ | ------ | ------ | ------ | ------ | ------ | ------ | ------ | ------ | ------ | ---------------- |
| Lauri Lehtinen Kalle Bask | 49er        | 19     | 18     | 4      | 11     | 6      | 8      | 2      | 2      | 1      | 11     | 3      | 11     | 15     | 11     | 3      | 20     | 129    | 7.               |

M = Wyścig medalowy